# Paget Island
Paget Island ist eine Insel im Nordosten von Bermuda. Sie liegt zwischen Saint George’s Island und Saint David’s Island im atlantischen Zugang zur Bucht Saint George’s Harbour.
Der Nordwestküste unmittelbar vorgelagert sind die unbewohnten Eilande Higgs Island sowie Horseshoe Island; etwa 250 Meter vor der Südküste der Insel liegt Smith’s Island.
Paget Island gehört zum Verwaltungsgebiet Saint George’s Parish, ist etwa 650 Meter lang und maximal 220 Meter breit. Auf der dicht bewaldeten, knapp 0,14 km² großen Insel befinden sich ein paar kleine Wirtschaftsgebäude sowie die Überreste der um 1820 erbauten Festungsanlage Fort Cunningham.
Die Insel ist nach dem englischen Aristokraten William Paget benannt.